# Langenbruck
Langenbruck (toponimo tedesco) è un comune svizzero di 955 abitanti del Canton Basilea Campagna, nel distretto di Waldenburg.

## Geografia fisica
Langenbruck è collegato a Eptingen dal passo Chilchzimmersattel, a Balsthal dal passo Oberer Hauenstein e a Egerkingen dal passo Santelhöchi.

## Monumenti e luoghi d'interesse

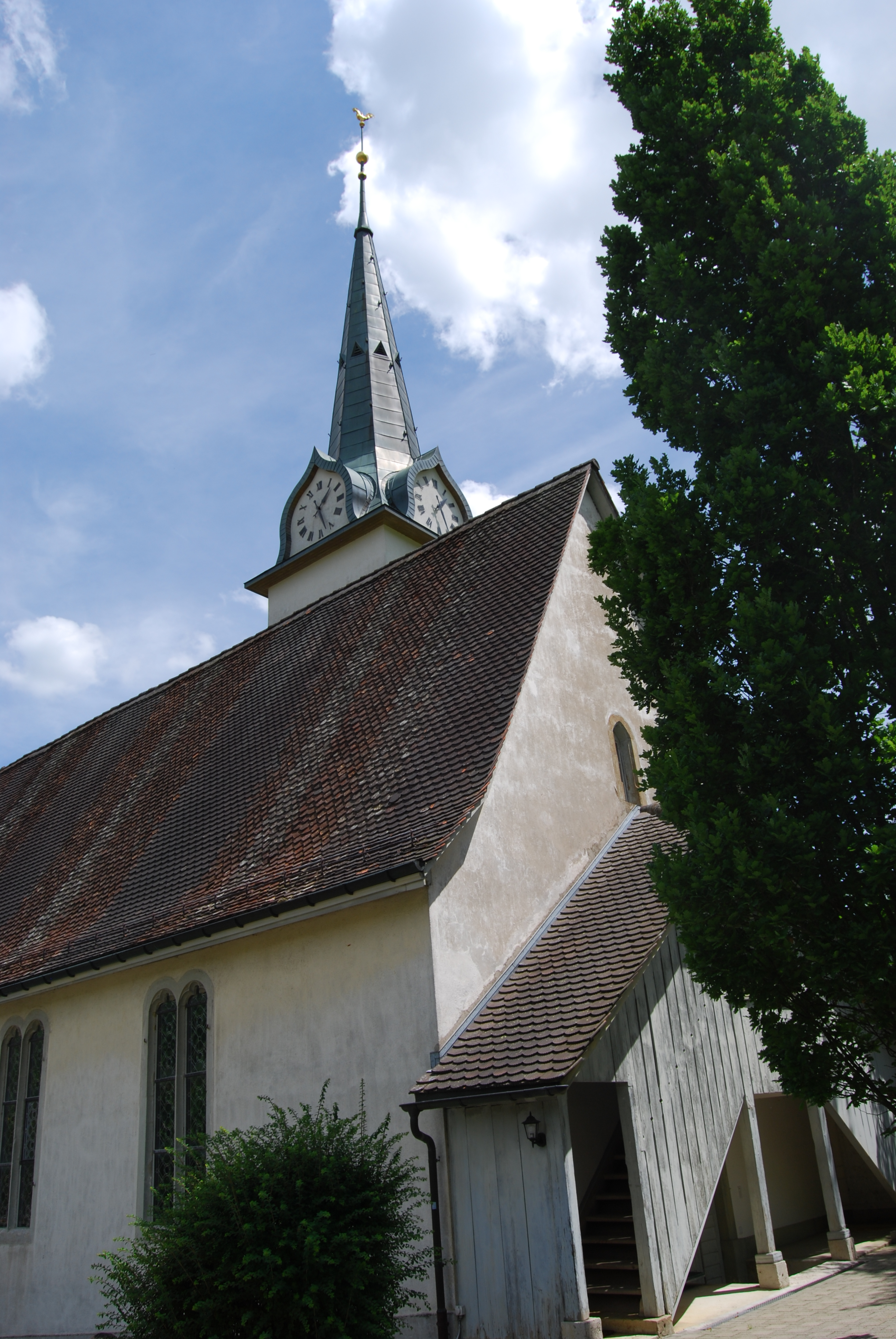
La chiesa riformata

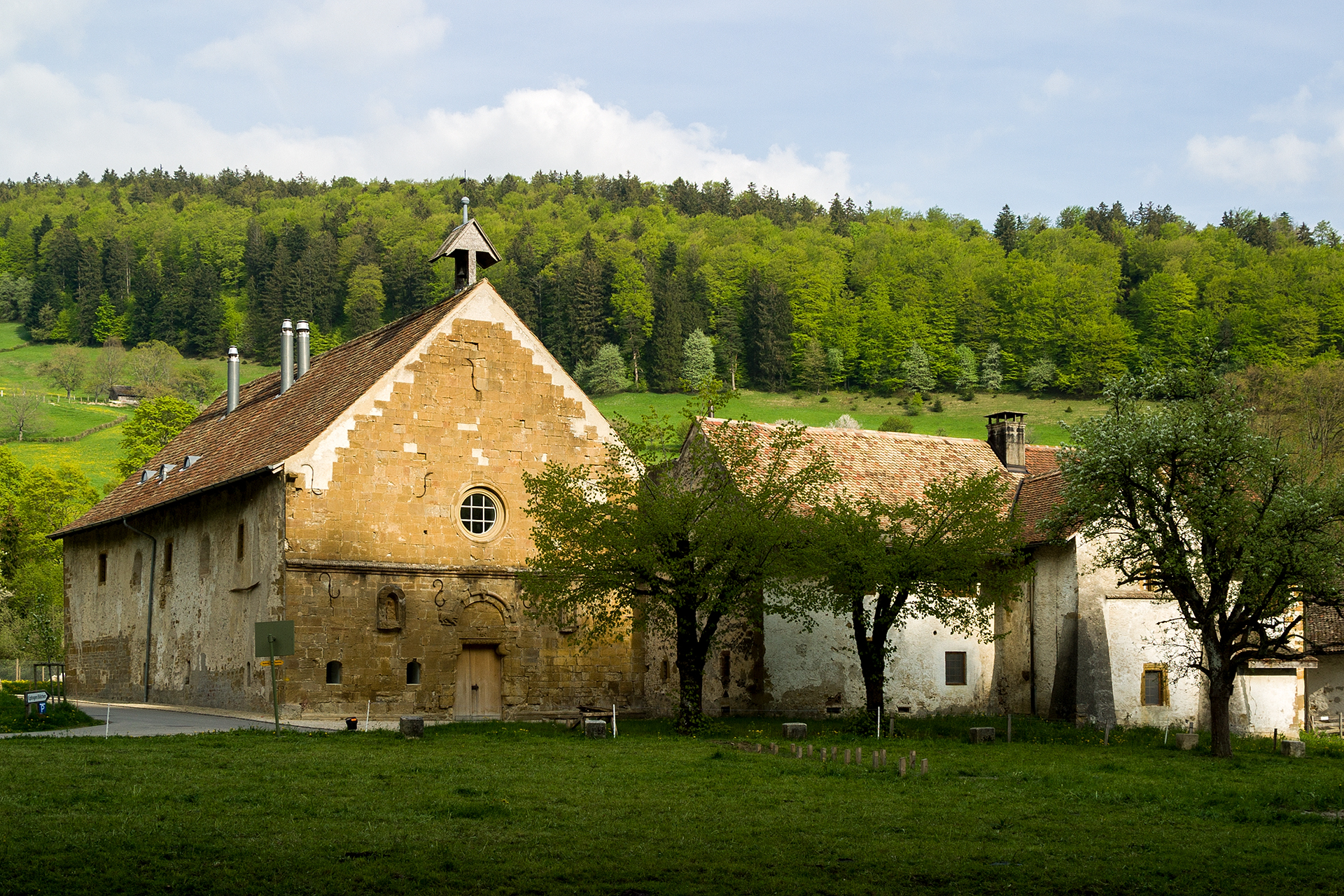
Il convento di Schöntal

- Chiesa riformata, eretta nel 1590[1];
- Convento di Schöntal, fondato nel 1140 circa (chiesa eretta nel 1187) e soppresso nel 1529[2].

## Società

### Evoluzione demografica
L'evoluzione demografica è riportata nella seguente tabella:
Abitanti censiti

## Economia
Langenbruck è una stazione sciistica sviluppatasi a partire dagli anni 1910 (trampolino Freichelen per il salto con gli sci, costruito nel 1910 e rinnovato nel 1926; impianti di risalita, aperti nel 1951 e nel 1966).

## Amministrazione
Ogni famiglia originaria del luogo fa parte del cosiddetto comune patriziale e ha la responsabilità della manutenzione di ogni bene ricadente all'interno dei confini del comune.